# Grey Area (album)
Albums de Little Simz
Stillness in Wonderland
(2016) Sometimes I Might Be Introvert
(2021)
Grey Area est le troisième album studio de la rappeuse britannique Little Simz, sorti le 1er mars 2019. 
Très bien accueilli par la critique, ce troisième album est un œuvre significative pour la jeune artiste de 25 ans qui confirme sa place dans le paysage underground hip-hop londonien. À travers Grey Area, Little Simz fait ressentir son évolution personnelle et artistique en passant métaphoriquement par dix nuances de gris (dix chansons ; grey signifie « gris » en anglais). Les chansons de l'album racontent les différents états d'âme de l'artiste et son point de vue sur monde de la musique,,,,,,.
Grey Area est accessible sur toutes les plateformes de streaming. 

## Liste des titres
| No  | Titre                           | Producteur(s) | Durée |
| --- | ------------------------------- | ------------- | ----- |
| 1.  | Offence                         | Inflo         | 2:48  |
| 2.  | Boss                            | Inflo         | 3:05  |
| 3.  | Selfish (feat Cleo Sol)         | Inflo         | 3:46  |
| 4.  | Wound                           | Inflo         | 4:39  |
| 5.  | Venom                           | Inflo         | 2:34  |
| 6.  | 101 FM                          | Inflo         | 3:11  |
| 7.  | Pressure (feat Little Dragon)   | Inflo, Sigurd | 3:27  |
| 8.  | Therapy                         | Info          | 3:15  |
| 9.  | Shebert Sunset                  | Inflo         | 4:55  |
| 10. | Flowers (feat Michael Kiwanuka) | Astronote     | 3:45  |

## Classements hebdomadaires
| Classement (2019)             | Meilleure place |
| ----------------------------- | --------------- |
| Écosse (OCC)                  | 82              |
| Royaume-Uni (UK Albums Chart) | 87              |
| Royaume-Uni (R&B Albums)      | 1               |